# Victor Maurel
Victor Maurel (17. juni 1848 i Marseille - 22. oktober 1923 i New York) var en fransk operasanger.
Maurel, elev af Paris-konservatoriet, debuterede 1868 som Nevers i "Hugenotterne", var 1869 engageret i Milano, ledede en kort tid Théâtre italien i Paris og optrådte derefter på forskellige operascener i Paris, London og Amerika i de store barytonpartier (Telramund, Wilhelm Tell, Hamlet, Hollænderen o. s. fr.); 1887 kreerede han i Milano Jago i Verdis "Othello", 1893 hans Falstaff. 1901 forsøgte Maurel sig i det reciterende skuespil på Théâtre des Capucines i Paris sammen med den danske skuespillerinde Charlotte Wiehe-Berény, men opgav efter en enkelt optræden forsøget, for atter at vende tilbage til sit egentlige felt, operaen. Sine forskellige afhandlinger om dramatiske og musikalske emner (blandt andet om iscenesættelsen af "Othello" og "Don Juan", om sangundervisning osv.) har Maurel samlet i Dix Ans de Carrière (1898).